# جيمس أ. نيكولاس
جيمس أ. نيكولاس (بالإنجليزية: James A. Nicholas)‏ هو جراح أمريكي، ولد في 1921، وتوفي في 15 يوليو 2006.